# مسك الروم
مسك الروم (باللاتينية: Polianthes) جنس نباتي من الفصيلة الهليونية. يضم عددا من الأنواع التي تعد من نباتات الزينة مثل مسك الروم الدرني.

## من أنواعه
- مسك الروم الدرني (باللاتينية: Polianthes tuberosa)